# نبيل علقم
نبيل عبد الجبار علقم (1945 -) هو مؤرخ وكاتب فلسطيني، مهتم بالتراث الشعبي الفلسطيني.

## حياته
ولد نبيل علقم عام 1364 هـ / 1945م، في بلدة ترمسعيا شمالي رام الله، تعلم في مدارسها، وتخرج من المدرسة الهاشمية بالبيرة عام 1963. حاصل على إجازة جامعية في الآداب – قسم التاريخ من جامعة دمشق عام 1974. عمل معلماً في مدارس القدس ورام الله بين عامي 1963 – 1987، حتى أحالته السلطات الإسرائيلية على التقاعد القسري (الأمني). عمل محرراً لمجلة التراث والمجتمع وأمين سر لجنة الابحاث الاجتماعية والتراث الشعبي الفلسطيني (مركز دراسات التراث والمجتمع الفلسطيني حالياً) التابعة لجمعية انعاش الأسرة في البيرة ما بين 1976 - 1984. وقد ساهم أثناء عمله في هذه اللجنة مساهمة فعالة في إقامة المهرجانات الوطنية للتراث الشعبي الفلسطيني، إضافة إلى مساهمته في الجانب الأكاديمي، وكان يشارك المؤسسات المختلفة في الضفة الغربية والقدس في أغلب النشاطات التي تتعلق بالتراث الشعبي الفلسطيني.

## مناصب وعضوية
- مدير المركز الإسلامي المستقل للدراسات والنشر في كاليفورنيا ما بين 1999 - 2001.
- أسس المركز الفلسطيني للدراسات والنشر عام 2002.
- أشرف على أرشيف الوثائق التابع لمركز الدراسات في جمعية إنعاش الأسرة وتطويره 2003 - 2004.[2]
- مدير مؤسسة القلوب الخيرية – فرع الضفة الغربية 2004-2005.
- باحث في مركز دراسات التراث والمجتمع الفلسطيني في جمعية إنعاش الأسرة.[2]
- محرر مساعد لمجلة المركز التراث والمجتمع التي يحررها شريف كناعنة.

## مؤلفاته
1. الثقافة العربية والتجديد الاسلامي
2. الحواجز العسكرية الإسرائيلية: دراسة تحليلية لدور الحواجز في الإخضاع والإقتلاع
3. الحوار شرط النهوض الاسلامي
4. انتفاضة الأقصى: (الحقائق في الوثائق)
5. انتفاضة الاقصى: بين العقل العدواني والعقل المقاوم
6. تاريخ الحركة الوطنية الفلسطينية ودور المرأة فيها
7. عهد الانتداب البريطاني في الذاكرة الشعبية الفلسطينية
8. مدخل لدراسة الفولكلور
9. موسوعة الحكايات الخرافية الفلسطينية
10. نحن وتراثنا الشعبي كيف تعاملنا وكيف نتعامل معه
11. حكايات الحجة فرسة.
12. ليش الشتوح طلق عزيزه؟!: دراسة في النكت السياسية والاساطير والاشاعات.
13. نحو مشروع إسلامي للنهضة.

## جوائز
- جائزة الدولة للدراسات الاجتماعية والعلوم الإنسانية عام 2021.[3]